# The Fantastic Flying Books of Mr. Morris Lessmore
The Fantastic Flying Books of Mr. Morris Lessmore (no Brasil, Os Fantásticos Livros Voadores do Senhor Lessmore) é um filme de animação em curta-metragem estadunidense de 2011 dirigido e escrito por William Joyce e Brandon Oldenburg. Venceu o Oscar de melhor curta-metragem de animação na edição de 2012.